# Celyphus divisus
Celyphus divisus är en tvåvingeart som beskrevs av Joann M. Tenorio 1972. Celyphus divisus ingår i släktet Celyphus och familjen Celyphidae.
Artens utbredningsområde är Vietnam. Inga underarter finns listade i Catalogue of Life.